# Várkertfürdő
A pápai Várkertfürdő Pápa város strandot, fedett uszodát, termálfürdőt magába foglaló, gyógyászati részleggel kiegészített létesítménye. Nagy része 2003-ban nyílt meg, építtetője és az átadás óta üzemeltetője a Pápai Termálvízhasznosító Zrt., melynek többségi tulajdonosa Pápa Város Önkormányzata. 
Nagyobb egységei: strand, uszoda, termálfürdő, gyógyászat, valamint egy „minihotel”. A fedett uszodának 25 méteres sportmedencéje és tanmedencéje van, a termálfürdőben többek között egy beltéri medence és egy gyógyvizes ülőmedence, az emeleten szaunavilág található, a strandon öt medence, ugrótorony, több csúszda létesült, a gyógyászati részlegen szakrendelés működik és gyógymedencék állnak rendelkezésre.

## Helye
A fürdőt Pápa északi részén, a Külső-Várkertnek nevezett, korábban rendezetlen területen építették ki, kezdetben kb. négy hektáron. (Belső-Várkertnek az Esterházy-kastélyhoz közvetlenül kapcsolódó közparkot nevezik). A későbbi fejlesztések során, 2010-2011-ben területét közel hat hektárra növelték.

## Története

### Építése és megnyitása
Pápán évtizedek óta jelen volt a termálvíz. Már a régi Esterházy strandfürdőt is az 1960-as évek elején fúrt termálkútból táplálták. A Pápai Termálvízhasznosító Zrt.-t 2001-ben alapították a nevében megjelölt feladatra, a fűrdő létesítésére és üzemeltetésére. Az építkezés egy jóval nagyobb, az 1990-es években elkezdett projekt része volt, melynek keretében a Külső-Várkert területén gimnázium (a Petőfi Sándor Gimnázium), sportcsarnok, stadion, kemping, illetve az ezekhez kapcsolódó út és infrastruktúra is létesült. A termálfürdő épületegyüttesére kiírt pályázatot „a frissen végzett, pápai származású építész, Döbrönte Tamás nyerte meg 2000-ben,” aki Mészáros Péterrel és Hevesi Károllyal együtt készítette el a terveket.
A strandot és az uszodát 2003. augusztus 8-án nyitották meg Matolcsy György (2002-ig gazdasági miniszter) és Gyurcsány Ferenc akkori sportminiszter jelenlétében. A termálrészleget 2003. október végén adták át, az avatóbeszédet Orbán Viktor miniszterelnök tartotta, aki kiemelte, hogy a beruházás jelentős állami támogatással valósult meg.

### Első húsz éve

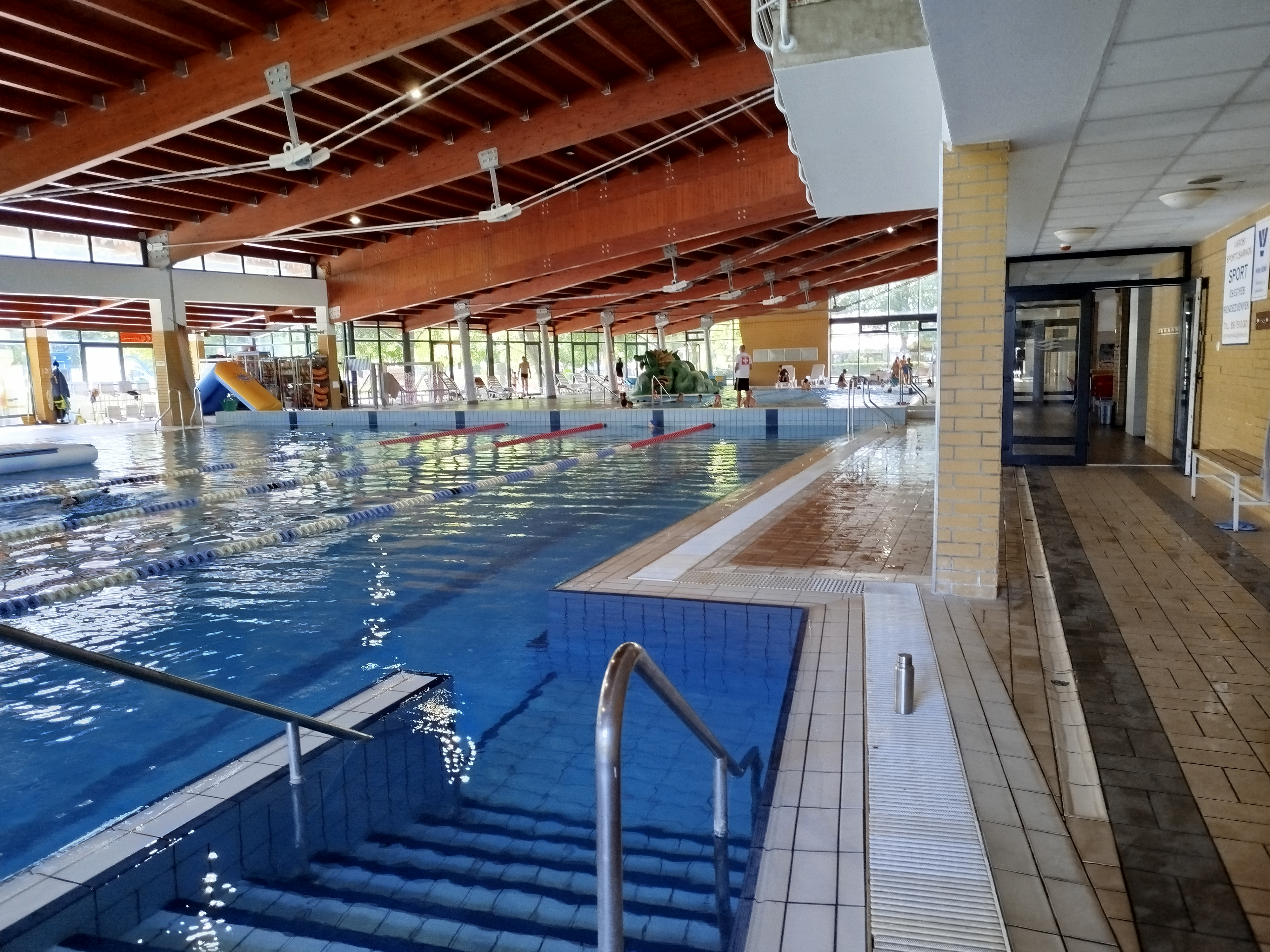
Az uszoda

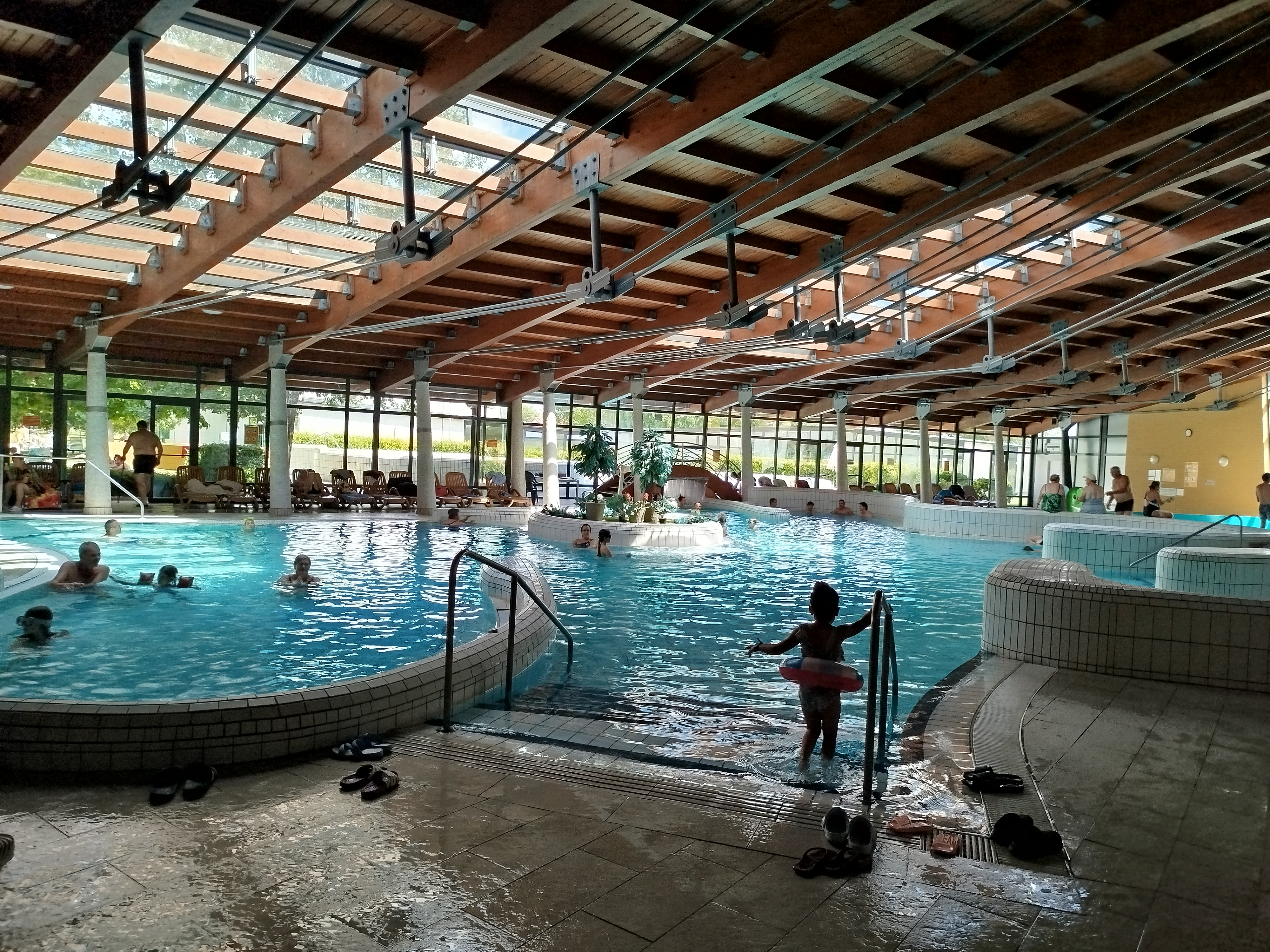
A termálmedence

A szerényebb fejlesztések során 2005-ben létrehoztak többek között egy – ekkor még csak „mini” – gyógyászatot járóbeteg rendeléssel. 2006-ban egy termálkútból olyan vizet találtak, amelynek elkezdhették a gyógyvízzé minősítését. 2007 végén a pápai termálvíz gyógyvíz minősítést kapott. A minősítést 2018-ban megerősítették, Veszprém megyében ez az egyetlen (2022-ig)  minősített gyógyvíz.
Az első teljes évben 330 (350) ezren keresték fel a fürdőt, majd az érdeklődés mérséklődni kezdett, és 2012-re a vendégszám fokozatosan 250 ezerre csökkent. A költségek csökkentéséhez a legtöbb kiadást igénylő uszodát 2013-ban két hónapra be kellett zárni.
2009 augusztusában bejelentették, hogy a „Várkert fürdő 419 800 000 forint összegű vissza nem térítendő [európai uniós] támogatást nyert el a helyi egészség- és fürdőturizmus továbbfejlesztésére”. 
Részben ebből, valamint önerőből, összesen közel 1,1 milliárd forintból valósult meg 2010-2011-ben a strand és a gyógyászat jelentős bővítése: a strandon 1000 m² vízfelületű medence, ugrótorony, 20 m magas csúszdapark és egy gyermek pancsolómedence épült, valamint elkészült az épületegyütteshez kapcsolódó kétszintes, 1380 m² alapterületű gyógyászati központ gyógymedencékkel, melyet 2011 decemberében nyitottak meg.
A fejlesztések mellett a szomszédos nemzetközi kemping megnyitása is jelentősen hozzájárult a fürdő látogatottságához. 2019-ben (a Covid-járvány előtti utolsó évben) a látogatók száma 262 051 fő volt (nem csak sportolás célú személyek). A látogatók számának növeléséhez és a gazdaságos működtetéshez azonban nagyobb idegenforgalomra és jelentős szállodaberuházásra lett volna (lenne) szükség.

## Szálloda
2009 végén közölték, hogy a Termálvízhasznosító Zrt. szerződést kötött az akkor létrehozott K+F Pannon Hotel Projekt Kft.-vel, és közvetlenül a Várkertfürdő melletti ingatlanján rövidesen szállodaépítés kezdődik. A projekt „elsősorban a pápai NATO légibázis generálta vendégforgalom” szálláshelyigényeinek kívánt megfelelni.
2010 szeptemberében megtartották a „Best Western Hotel Pápa” ünnepélyes alapkőletételét. A megvalósításhoz a pályázaton elnyert 445 millió Ft vissza nem térítendő európai uniós támogatással is számoltak. Az alapkőletételnél mások mellett megjelent a Veszprém Megyei Közgyűlés elnöke, a Pápa Bázisrepülőtér parancsnokhelyettese és a Best Western Közép-európai Régió elnök-vezérigazgatója is.
A szállodaépító kft. ügyvezető igazgatója elmondta, hogy a szállodában 133 lakóegység, 220-240 (270 ?) fős konferenciaterem, kétszáz fős gasztronómiai központ, Bowling stb. lesz. A városvezetés a projekttől a helyi turizmus fejlődését, a zrt. vezetője a fürdő látogatottságának növekedését remélte. A szálloda átadását 2012 tavaszára tervezték. Ebből semmi nem lett.

Apartman a minihotelben

2013 végén már tudni lehetett, hogy a beruházó ezt a nagy szállodát nem építi meg. 2021-ben hír jelent meg a fürdő mellett építendő négycsillagos szállóról, ez már csak 60 lakhelyet és 50 fős konferenciatermet említ, négy évvel később pedig, hogy „végre elindulhat… a kivitelezése” – a Magyar Építők szerint. Néhány nappal később azt lehetett olvasni, hogy a szállodára valószínűleg még várni kell, mert építéséhez nincsen meg a pénz.

### A minihotel
A fürdőt működtető Termálvízhasznosító Zrt. saját beruházásban, viszonylag szerény ráfordítással kisebb szálláshelybővítést hajtott végre. Az uszoda emeletén korábban kialakított irodák, csoportos öltözők helyén 14 apartmant létesített. Egy-egy apartman 8 x 3 méteres lakótérrel, vizes blokkal és kb. 5 négyzetméteres beüvegezett balkonnal rendelkezik. Az apartmanok épp a Covid évében, 2020 végére készültek el, de a járvány elmúltával a minihotel kihasználtsága gyorsan nőtt.